# Vrelo Koreničko
Vrelo Koreničko – wieś w Chorwacji, w żupanii licko-seńskiej, w gminie Plitvička Jezera. W 2011 roku liczyła 123 mieszkańców.